# Terminalia corticosa
Terminalia corticosa är en tvåhjärtbladig växtart som beskrevs av Jean Baptiste Louis Pierre och Jean Marie Antoine de Lanessan. Terminalia corticosa ingår i släktet Terminalia och familjen Combretaceae. Inga underarter finns listade i Catalogue of Life.